# Письменность с Хоккайдо

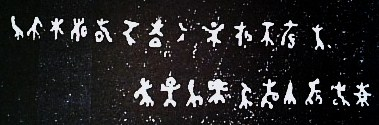
Одна из самых известных надписей

Письменность с Хоккайдо (яп. 北海道異体文字 Хоккайдо: итаи модзи), также Письменность айнов (яп. アイノモジ аину модзи) — набор символов, обнаруженных около 1886 года на японском острове Хоккайдо. На момент обнаружения они считались подлинными, однако эта точка зрения не поддерживается в наши дни.

## Открытие и исследование
Сёдзи Хэйкити (яп. 荘司平吉), член Токийского антропологического общества (яп. 東京人類学会), коллекционировал разнообразные айнские артефакты с Хоккайдо, включая антиквариат, на котором написаны различные символы. Среди них кусок коры и оконная рама, которые были представлены публике 9 сентября 1886 года в выпуске «Муцу симпо» (яп. 陸奥新報), местной газете префектуры Аомори, а также в «Оу нитинити симбун» (яп. 奥羽日日新聞) тремя днями позже. Эномото Такэаки, президент Республики Эдзо, высказал мнение, что надписи возможно принадлежали эмиси, которые жили на территории северо-восточной Японии. В декабре того же года, на 25-м собрании Токийского антропологического общества, Сёдзи продемонстрировал фрагменты кожи, кусочки камня, васи (японской бумаги) и ножны, причём на всех имелись надписи.
Антрополог Цубои Сёгоро (яп. 坪井正五郎) в феврале 1887 года опубликовал статью в 12-м выпуске доклада Токийского антропологического общества, в которой сообщалось, что письменность с Хоккайдо, наряду с рисунками из пещеры Тэмия (яп. 手宮洞窟) и каменными кругами Осёро (яп. 忍路環状列石) в городе Отару, подтверждают его собственную теорию. Теория Цубои заключалась в том, что коропоккуру, маленькие человечки, которые в мифологии айнов обитают под землёй, были жителями Японии, а также являлись предками айнов, позже иммигрировав на северо-восток.
В августе того же года, Цубои опубликовал статью в 18-м выпуске журнала Токийского антропологического общества, которая называлась «Разновидности символов на антикварных предметах со всего Хоккайдо» (яп. 北海道諸地方より出でたる古器物上に在る異体文字). В дополнение к статье, антрополог заявил, что символы были систематически упорядочены, в отличие от надписей в пещере Тэмия. Таким образом он пришёл к выводу, что символы использовались людьми, прибывшими в Японию из Евразии.
Через два месяца, в октябре, Сёдзи сам опубликовал в 20-м выпуске журнала Токийского антропологического общества статью под названием «Древние символы жителей Хоккайдо и айнов» (яп. アイノ及び北海道の古代文字). Хотя Сёдзи признал, что не имеет никаких доказательств, он выразил точку зрения, что эти символы принадлежат эмиси.
В 1888 году, представитель кокугаку, учёный Отиаи Наодзуми (яп. 落合直澄) написал книгу «Древние символы Японии» (яп. 日本古代文字考). В книге Отиаи предположил, что письменность с Хоккайдо принадлежала эмиси, которые не понимали японского и не использовали кандзи. Он продемонстрировал 14 лигатур и соединений букв, общее число которых достигает предположительно 50. Отиаи также предполагал, что было бы невозможно доказать это, не зная толкований символов. Кроме того, учёный предполагал, что символы Идзумо и письменность с Хоккайдо представляют собой одну и ту же письменность.
В 1975 году Аго Киёхико написал книгу «Дзиндай Мозди» (яп. 日本神代文字), в которой сравнил письменность с Хоккайдо с рисунками пещеры Тэмия и рисунками пещеры Фугоппе (яп. フゴッペ洞窟), которая находится в посёлке Йоити.
Японская исследовательская ассоциация (яп. 日本探検協会), которую возглавляет Такахаси Ёсинори (яп. 高橋良典), утверждает, что существует связь между письменностью с Хоккайдо и цивилизациями Месопотамии, такими как шумерская и ассирийская. Кроме того, они также утверждают, что символы из пещеры Фугоппе являются символами письменности с Хоккайдо.
В 2007 году, историк-исследователь и писатель Минору Харада (яп. 原田実) написал книгу «Иллюстрированное введение в дзиндай модзи» (яп. 図説神代文字入門). Про письменность с Хоккайдо, которую автор называет «письменностью айнов», в этой книге говорится следующее:

Возможно, рисунки в пещере Фудзисима в Идзумо также являются скальным искусством того же типа, что и в пещерах Тэмия и Фугоппе. Сходство между символами в Идзумо и символами айнов, на которое указал Отиаи, наводит на мысль о древнем культурном обмене между Хоккайдо и регионом Санъин.Оригинальный текст (яп.)あるいは、出雲の書島石窟なるものも、手宮やフゴッペと同系統の洞窟壁画だったのではないだろうか。落合が指摘した出雲文字とアイヌ文字の外見上の類似（さらには手宮・フゴッペ洞窟壁画との類似）、そこには古代の北海道と山陰地方の間での文化交流の存在が示唆されているともいえよう。

## Обзор артефактов с надписями
Названия и описания в основном от Сёдзи (1887).
| Элемент                                                                | Описание |
| ---------------------------------------------------------------------- | --- |
| Природный камень: группа 1, элемент 1                                  | Примерно четыре символа, окрашенных в красный, спереди. Около 32 символов, окрашенных в красный, образующих три ряда, сзади. Получено от кого-то, кто занимается антиквариатом в уезде Соя (Хоккайдо). Предположительно, принадлежало айнам из Сахалина. Описано Сёдзи (1887)                                                         |
| Природный камень: группа 1, элемент 2                                  | Примерно 14 символов, образующих две красные строки спереди. Около 18 символов, образующих две красные строки, сзади. Происхождение, как указано выше. Описано Сёдзи (1887) |
| Природный камень: группа 1, элемент 3                                  | Примерно 24 символа, формирующих красную дугу, а также ещё 4, внутри дуги. Происхождение, как указано выше. Описано Сёдзи (1887) |
| Природный камень: группа 2, элемент 1                                  | Примерно 29 символов, формирующих три красные строки спереди. Примерно 23 символа, формирующих две красные строки сзади. Изображение на обороте распознано как палка Сиёкити (яп. シヨキチ棒), оружие айнов, которое используется для протыкания верхней части ноги противника. Происхождение, как указано выше. Описано Сёдзи (1887) |
| Природный камень: группа 2, элемент 2                                  | Примерно 23 символа, которые формируют 5 красных строк. Происхождение, как указано выше. Описано Сёдзи (1887) |
| Природный камень: группа 2, элемент 3                                  | Примерно 25 символов, которые формируют 3 красных строки. Происхождение, как указано выше. Описано Сёдзи (1887) |
| Древесная кора                                                         | Около 13 красных символов. Получено от айнов в уезде Сякотан, Хоккайдо. Представлен публике в сентябре 1886 года в Миноку Симпо и Оунити Нитисинбун. Исследовал Отиаи (1888) |
| Объект, похожий на оконную раму (створка созданная из грубой текстуры) | Примерно 19 красных символов. Однако, Сёдзи высказал предположение, что некоторые из них были добавлены позже. Представлен публике в сентябре 1886 года в Миноку Симпо и Оунити Нитисинбун, представлен на 25-м собрании Токийского антропологического общества в декабре того же года. Исследовал Отиаи (1888)                       |
| Кожа                                                                   | Примерно 44 символа золотого цвета, которые образуют пять рядов. Представлен на 25-м собрании Токийского антропологического общества в декабре 1886 года. Исследовал Цубои (1887) |
| Шестиугольник кусочек призменного камня                                | Символы золотого цвета. Выкопан в деревне Кава (яп. 川村) в уезде Йоити. Представлен на 25-м собрании Токийского антропологического общества в декабре 1886 года. Аго (1975) предполагает, что артефакту более 1500 лет. Японская исследовательская ассоциация (1995) связывает призму с ассирийской призмой Синаххериба.             |
| Японская бумага                                                        | Примерно 67 красных символов и рисунок ёмкого изделия айнов Представлен на 25-м собрании Токийского антропологического общества в декабре 1886 года |

## Комментарии
1. ↑  Харада Минору сообщает, что на данный момент недостаточно доказательств, чтобы верить археологам и нашедшим артефакты. Некоторые[какие?] исследователи утверждают, что нашли петроглифы, но не могут предоставить подтверждений своих слов. Можно с уверенностью сказать, что ни одна археологическая раскопка [в Японии] не имеет признанных свидетельств древней письменности, кроме как сами кандзи. Этот факт является чем-то вроде тёмного пятна при рассмотрении возможности реального существования этих дзиндай модзи.